# Монжерон (кантон)
Монжеро́н (фр. Montgeron) — кантон у Франції, в департаменті Ессонн регіону Іль-де-Франс.

## Склад кантону
Кантон включає в себе 1 муніципалітет:
| Муніципалітет | Площа | Населення, осіб | Рік  |
| ------------- | ----- | --------------- | ---- |
| Монжерон      | 11,22 | 22929           | 2007 |

## Консули кантону
| Період    | Консул         | Посада                         |
| --------- | -------------- | ------------------------------ |
| 1982—1994 | Alain Josse    | Мер муніципалітету Монжерон    |
| 1994—2014 | Gérald Hérault | Заступник генерального консула |

| Франція | Це незавершена стаття з географії Франції. Ви можете допомогти проєкту, виправивши або дописавши її. |